# Hrvatska ženska rukometna reprezentacija
Hrvatska ženska rukometna reprezentacija predstavlja državu Hrvatsku u športu rukometu. Pod vodstvom je Hrvatskoga rukometnoga saveza.
Osvojila je pet odličja na Sredozemnim igrama, a najveći uspjeh je brončano odličje na Europskomu prvenstvu u Danskoj 2020.

## Izbornici
- Vatromir Srhoj, Zdenko Kordi, Željko Tomac, Ratko Balenović, Josip Šojat, Zdravko Zovko, Vladimir Canjuga, Goran Mrđen, Nenad Šoštarić i Ivica Obrvan

## Nastupi na OI
- 1976. – 1988.: dijelom SFRJ
- 1992. – 2008.: nisu sudjelovale
- 2012.: četvrtfinale, izbornik Vladimir Canjuga. Igračice: Jelena Grubišić, Miranda Tatari, Dijana Jovetić, Andrea Šerić, Anita Gaće, Nikica Pušić-Koroljević, Lidija Horvat, Kristina Franić, Andrea Penezić, Ivana Jelčić, Ivana Lovrić, Maja Zebić, Vesna Milanović-Litre, Sonja Bašić[2]
- 2016. – 2020.: nisu sudjelovale

## Nastupi naSP
- Austrija i Mađarska 1995. (10. mjesto) : Adriana Prosenjak, Ljerka Krajnović, Daniela Tuđa, Koraljka Milić, Paula Glavaš, Klaudija Bubalo, Marija Čelina, Samira Hasagić, Renata Pavličić, Ines Dogan, Nataša Kolega, Vlatka Mihoci, Elena Nemaškalo, Božica Gregurić, Katica Korošec, Snježana Petika, izbornik: Vatromir Srhoj[3]
- Njemačka 1997. (6. mjesto) : Irina Maljko, Barbara Jovičić, Indira Botica, Klaudija Bubalo, Marija Čelina, Samira Hasagić, Helena Lulić, Renata Pavličić, Vesna Horaček, Nikica Pušić, Nataša Kolega, Vlatka Mihoci, Dijana Ivandija, Renata Damjanić, Snježana Petika, Božica Gregurić, izbornik: Nenad Šoštarić[4]
- Norveška i Danska 1999.: nisu se plasirale
- Italija 2001.: nisu se plasirale
- Hrvatska 2003. (14. mjesto) : Barbara Stančin, Sanela Knezović, Klaudija Bubalo, Dijana Golubić, Maida Arslanagić, Nataša Kolega, Nikica Pušić, Antonela Pensa, Svitlana Pasičnik, Maja Mitrović, Marina Kevo, Tihana Šarić, Marija Čuljak, Ljerka Vresk, Ivana Jelčić, Renata Hodak, Mateja Janeš, Anđa Bilobrk, izbornik: Željko Tomac.[5][6][7][8]
- Rusija 2005. (11. mjesto) : Barbara Stančin, Miranda Tatari, Ivanka Hrgović, Maja Čop, Dijana Golubić, Maida Arslanagić, Nikica Pušić, Jelena Grubišić, Maja Kožnjak, Lidija Horvat, Svitlana Pasičnik, Ivana Jelčić, Marija Popović, Kristina Franić, Ljerka Vresk, Antonela Pensa, izbornik: Ratko Balenović[9]
- Francuska 2007. (9. mjesto) : Jelena Grubišić, Miranda Tatari, Dijana Golubić,  Vesna Milanović-Litre, Petra Starček, Anita Gaće, Nikica Pušić, Božica Palčić, Ana Križanac, Lidija Horvat, Svitlana Pasičnik, Andrea Penezić, Ivana Jelčić, Ivana Lovrić, Maja Zebić, Kristina Franić, izbornik: Josip Šojat, pomoćni treneri Mato Matijević i Adriana Prosenjak.[10]
- Kina 2009.: nisu se plasirale
- Brazil 2011. (7. mjesto) : Jelena Grubišić, Miranda Tatari, Tanja Kiridžić, Dijana Jovetić, Andrea Šerić, Ivana Petković, Anita Gaće, Nikica Pušić-Koroljević, Marta Žderić, Lidija Horvat, Kristina Franić, Andrea Penezić, Ivana Jelčić, Ivana Lovrić, Maja Zebić, Vesna Milanović-Litre, Katarina Ježić, izbornik: Vladimir Canjuga[11]
- Srbija 2013.: ispale u fazi doigravanja europskih kvalifikacija
- Danska 2015.: ispale u fazi doigravanja europskih kvalifikacija
- Njemačka 2017.: ispale u fazi doigravanja europskih kvalifikacija
- Japan 2019.: ispale u fazi doigravanja europskih kvalifikacija
- Španjolska 2021. (18. mjesto): Lucija Bešen, Paula Posavec, Dora Krsnik, Stela Posavec, Ćamila Mičijević, Ivana Kapitanović, Ana Turk, Larissa Kalaus, Katarina Ježić, Lara Burić, Andrea Šimara, Ivana Dežić, Ana Debelić, Josipa Mamić, Tena Petika, Gabriela Gudelj, Valentina Blažević, Tea Pijević, izbornik: Nenad Šoštarić[12]
- Danska, Norveška i Švedska 2023. (14. mjesto): Lucija Bešen, Nikolina Zadravec, Paula Posavec, Sara Šenvald, Stela Posavec, Ćamila Mičijević, Dejana Milosavljević, Ivana Kapitanović, Larissa Kalaus, Dora Kalaus, Katarina Ježić, Katarina Pavlović, Lara Burić, Mia Brkić, Andrea Šimara, Tina Barišić, Klara Birtić, Valentina Blažević, Kristina Prkačin, Tea Pijević, izbornik: Ivica Obrvan[13]

## Nastupi naEP
- Njemačka 1994.: 5. mjesto, izbornik: Vatromir Srhoj. Igračice: Ljerka Krajnović, Jasenka Pilepić, Adriana Prosenjak, Klaudija Klikovac, Valentina Zubko, Nataša Kolega, Snježana Petika, Viktorija Garnusova, Daniela Tuđa, Ines Dogan, Renata Pavlačić, Dijana Jelaska, Koraljka Milić, Željana Stević, Samira Hasagić[14]
- Danska 1996.: 6. mjesto, izbornik: Vatromir Srhoj. Igračice: Ljerka Krajnović, Irina Maljko, Klaudija Bubalo, Marija Čelina, Helena Lulić, Renata Damjanić, Vlatka Mihoci, Daniela Tuđa, Andrea Hrg, Nataša Kolega, Koraljka Milić, Elena Nemaškalo, Snježana Petika, Božica Gregurić[15]
- Nizozemska 1998.: nisu sudjelovale
- Rumunjska 2000.: nisu sudjelovale
- Danska 2002.: nisu sudjelovale
- Mađarska 2004.: 13. mjesto, izbornik: Zdenko Kordi. Igračice: Ana Križanac, Ivana Jelčić, Miranda Tatari, Ivanka Hrgović, Maja Čop, Dijana Golubić, Zdenka Krušelj, Tihana Šarić, Anita Gaće, Maida Arslanagić, Nikica Pušić, Lidija Horvat, Marija Popović, Maja Zebić, Marija Borozan[16]
- Švedska 2006.: 7. mjesto, izbornik: Josip Šojat. Igračice: Ivana Jelčić, Maida Arslanagić, Svitlana Pasičnik, Maja Zebić, Božica Palčić, Anita Gaće, Ivanka Hrgović, Maja Kožnjak, Nikica Pušić, Jelena Grubišić, Lidija Horvat, Ivana Lovrić, Vesna Milanović-Litre, Andrea Kobetić, Dijana Batelka, Ana Križanac, Nina Jukopila[17]
- Makedonija 2008.: 6. mjesto, izbornik: Zdravko Zovko. Igračice: Sanela Knezović, Miranda Tatari, Nina Jukopila, Dijana Golubić, Tihana Ambroš, Anita Gaće, Maida Arslanagić, Nikica Pušić, Martina Pavić, Jelena Grubišić, Lidija Horvat, Andrea Penezić, Ivana Jelčić, Kristina Franić, Ivana Lovrić, Maja Zebić, Ivana Petković[18]
- Danska i Norveška 2010.: 9. mjesto, izbornik Vladimir Canjuga. Igračice: Jelena Grubišić, Miranda Tatari, Dijana Golubić, Andrea Šerić, Anita Gaće, Nikica Pušić, Martina Pavić, Lidija Horvat, Kristina Franić, Andrea Penezić, Ivana Jelčić, Maja Zebić, Vesna Milanović-Litre, Nina Jukopila, Dina Havić, Žana Čović[19]
- Srbija 2012.: 13. mjesto, izbornik Vladimir Canjuga. Igračice: Ekatarina Nemaškalo, Maja Kožnjak, Ivana Petković, Anita Gaće, Marta Žderić, Kristina Elez, Ivana Jelčić, Katarina Ježić, Ivana Lovrić, Maja Zebić, Vesna Milanović-Litre, Aneta Peraica, Dragica Džono, Žana Čović, Lana Franković, Sonja Bašić[20]
- Hrvatska i Mađarska 2014.: 13. mjesto, izbornik Vladimir Canjuga. Igračice: Miranda Tatari, Maja Kožnjak, Aneta Peraica, Tea Grubišić, Anita Gaće, Ćamila Mičijević, Marta Žderić, Lidija Horvat, Kristina Elez, Andrea Penezić, Ivana Jelčić, Katarina Ježić, Maja Zebić, Vesna Milanović-Litre, Dragica Džono, Žana Čović, Sonja Bašić[21]
- Švedska 2016.: 16. mjesto, izbornik: Goran Mrđen. Igračice: Marina Razum, Nikolina Zadravec, Ekatarina Nemaškalo, Valentina Blažević, Ana Debelić, Andrea Čović, Paula Posavec, Ćamila Mičijević, Dora Krsnik, Marijeta Vidak, Andrea Penezić, Gabrijela Bešen, Vesna Milanović-Litre, Nataša Janković, Žana Čović, Sonja Bašić[22]
- Francuska 2018.: 16. mjesto, izbornik: Nenad Šoštarić. Igračice: Paula Posavec, Kristina Plahinek, Dora Krsnik, Stela Posavec, Dejana Milosavljević, Ivana Kapitanović, Ana Turk, Larissa Kalaus, Katarina Ježić, Selena Milošević, Ivana Dežić, Ana Debelić, Marina Glavan, Valentina Blažević, Kristina Prkačin, Tea Pijević[23]
- Danska 2020.:  bronca, izbornik: Nenad Šoštarić. Igračice: Lucija Bešen, Paula Posavec, Dora Krsnik, Stela Posavec, Ćamila Mičijević, Dejana Milosavljević, Larissa Kalaus, Dora Kalaus, Katarina Ježić, Tena Japundža, Andrea Šimara, Ana Debelić, Josipa Mamić, Marijeta Vidak, Valentina Blažević, Kristina Prkačin, Tea Pijević[24]
- Slovenija, Sjeverna Makedonija i Crna Gora 2022.: 10. mjesto, izbornik: Nenad Šoštarić. Igračice: Lucija Bešen, Nikolina Zadravec, Paula Posavec, Sara Šenvald, Dora Krsnik, Stela Posavec, Ivana Kapitanović, Larissa Kalaus, Dora Kalaus, Katarina Ježić, Tena Japundža, Katarina Pavlović, Lara Burić, Andrea Šimara, Ana Debelić, Tina Barišić, Tena Petika, Valentina Blažević, Kristina Prkačin, Tea Pijević[25]
- Austrija, Mađarska i Švicarska 2024., 19. mjesto[26], izbornik: Ivica Obrvan. Igračice:[27] Lucija Bešen, Nikolina Kragulj, Paula Posavec, Tina Barišić, Iva Zrilić, Sara Šenvald, Stela Posavec, Dejana Milosavljević, Ivana Kapitanović, Katarina Ježić, Katarina Pavlović, Mia Brkić, Josipa Mamić, Katja Vuković, Tena Pelika, Klara Birtić, Iva Bule, Kristina Prkačin.

## Nastupi naMI
- Francuska 1993.:  zlato, izbornik: Vatromir Srhoj. Igračice: Adriana Prosenjak, Indira Botica, Dijana Jelaska, Koraljka Milić, Snježana Petika, Irena Sladoljev, Daniela Tuđa, Eržika Bakai, Rada Ciganović, Viktorija Garnusova, Ljerka Krajnović, Renata Pavlačić, Ines Dogan, Klaudija Klikovac, Danijela Petković.[28]
- Italija 1997.:  srebro, izbornik: Vatromir Srhoj. Igračice: Indira Botica, Snježana Petika, Renata Pavličić, Nataša Kolega, Samira Hasagić, Irina Maljko, Božica Gregurić, Vlatka Mihoci, Renata Damjanić, Paula Glavaš, Marija Čelina, Klaudija Bubalo, Helena Lulić, Irena Pušić, Vesna Horaček, Ljubica Peršinović[29]
- Tunis 2001.: nisu sudjelovale[30]
- Almería 2005.:  bronca, izbornik Josip Šojat. Igračice: Maida Arslanagić, Maja Čop, Dijana Golubić, Jelena Grubišić, Lidija Horvat, Ivana Jelčić, Sanela Knezović, Maja Kožnjak, Svitlana Pasičnik, Andrea Penezić, Antonela Pensa, Nikica Pušić, Sandra Stojković, Tihana Šarić, Miranda Tatari, Maja Zebić[31]
- Pescara 2009.: 6. mjesto (poslalo se igračice mlađe od 23 godine),[32] izbornik Zdravko Zovko. Igračice: Marija Zeljko, Maja Kožnjak, Marta Žderić, Ana Zovko, Ana Maruščec, Sandra Bošnjak, Anita Poljak, Martina Pavić, Petra Vrdoljak, Dragica Džono, Marijana Tarle, Tanja Kiridžić, Ivana Vuković, Aneta Peraica, Ivana Petković, Jelena Franić, Ana Nikšić[33][34][35]
- Mersin 2013.:  bronca, izbornik Vladimir Canjuga. Igračice: Marina Razum, Ekatarina Nemaškalo, Iva Pongrac, Andrea Čović, Iva Milanović-Litre, Petra Oštarijaš, Ivana Kapitanović, Katarina Ježić, Nataša Janković, Jelena Vidović, Dragica Džono, Žana Čović, Lana Franković, Ivana Milić, Sonja Bašić[36]
- Tarragona 2018.: nisu sudjelovale
- Oran 2022.:  srebro, izbornik Nenad Šoštarić. Igračice: Lucija Bešen, Antonia Tucaković, Andrea Šimara, Tena Japundža, Sara Šenvald, Stela Posavec, Katarina Pavlović, Tina Barišić, Tena Petika, Ema Guskić, Lana Jarak, Nika Vojnović, Mia Tupek, Ana Malec, Josipa Bebek[37]

## Sudjelovanja na velikim natjecanjima
| Godina | Olimpijske igre | Svjetska prvenstva | Europska prvenstva | Mediteranske igre |
| ------ | --------------- | ------------------ | ------------------ | ----------------- |
| 1991.  |                 |                    |                    |                   |
| 1992.  | izostanak       |                    |                    |                   |
| 1993.  |                 | izostanak          |                    | zlato             |
| 1994.  |                 |                    | 5.                 |                   |
| 1995.  |                 | 10.                |                    |                   |
| 1996.  | izostanak       |                    | 6.                 |                   |
| 1997.  |                 | 6.                 |                    | srebro            |
| 1998.  |                 |                    | izostanak          |                   |
| 1999.  |                 | izostanak          |                    |                   |
| 2000.  | izostanak       |                    | izostanak          |                   |
| 2001.  |                 | izostanak          |                    | izostanak         |
| 2002.  |                 |                    | izostanak          |                   |
| 2003.  |                 | 14.                |                    |                   |
| 2004.  | izostanak       |                    | 13.                |                   |
| 2005.  |                 | 11.                |                    | bronca            |
| 2006.  |                 |                    | 7.                 |                   |
| 2007.  |                 | 9.                 |                    |                   |
| 2008.  | izostanak       |                    | 6.                 |                   |
| 2009.  |                 | izostanak          |                    | 6.                |
| 2010.  |                 |                    | 9.                 |                   |
| 2011.  |                 | 7.                 |                    |                   |
| 2012.  | četvrtfinale    |                    | 13.                |                   |
| 2013.  |                 | izostanak          |                    | bronca            |
| 2014.  |                 |                    | 13.                |                   |
| 2015.  |                 | izostanak          |                    |                   |
| 2016.  | izostanak       |                    | 16.                |                   |
| 2017.  |                 | izostanak          |                    |                   |
| 2018.  |                 |                    | 16.                | izostanak         |
| 2019.  |                 | izostanak          |                    |                   |
| 2020.  |                 |                    | bronca             |                   |
| 2021.  | izostanak       | 18.                |                    |                   |
| 2022.  |                 |                    | 10.                | srebro            |
| 2023.  |                 | 14.                |                    |                   |
| 2024.  |                 |                    | 19.                |                   |

## Pojedinačne nagrade
- SP 2011.: Andrea Penezić - 3. strijelac prvenstva, najbolja lijeva vanjska igračica, članica idealnoga sastava prvenstva
- EP 2020.: Ana Debelić - najbolja kružna napadačica, članica idealnoga sastava prvenstva